# 1931年4月2日月食
1931年4月2日月食为一次在协调世界时1931年4月2日出現的月全食。該次月食半影食分為2.489、全影食分為1.508。偏食維持了104分，全食維持45分。

## 概述
這次月食的食分是12.75，偏食維持了104分，全食維持45分。

## 基本參數
- 類型：月全食
- 食甚資料：
  - 日期：1931年4月2日
  - 時間：20:08
  - 月球位置：赤經12.75度、赤緯-4.6度
  - 食分：半影食分：2.489、全影食分：1.508
  - 持續時間：偏食104分、全食45分

## 外部連結
- NASA月食專頁（页面存档备份，存于）（英文）